# メフメト・オルハン・オスマン
メフメト・オルハン・オスマン（オスマン語: محمد اورخان、Mehmed Orhan (Osmanoğlu、1914年3月27日 - 1994年3月12日）は、オスマン帝国の帝家であったオスマン家の第42代家長で、帝位（パーディシャーおよびカリフ）請求者（請求期間：1983年 - 1994年）。 名目上の皇帝としてはオルハン2世を名乗った。

## 生涯
1914年にオスマン帝国陸軍長官でアブデュルハミト2世の子、メフメト・アブデュルカディル皇子の子としてイスタンブールの小アジア側の宮殿で生まれた。
1924年にトルコ共和国政府のオスマン家成員の国外退去命令に従い亡命した。1983年に第41代オスマン家家長のアリー・ヴァースブの死去を受けて第42代家長となる。1994年にフランスのニースで死去し、同地に埋葬された。

## 系図
アブデュルハミト2世 - アブデュルカディル － メフメト・オルハン